# Domagnano
Domagnano (emilián–romanyol nyelven Domagnan) egyike San Marino kilenc városának. Az ország keleti részén helyezkedik el. A települést először 1300-ban említették.